# Sepp Straka
Sepp Straka (Vienna, 1º maggio 1993) è un golfista austriaco.

## Biografia
Straka è nato a Vienna, in Austria, da padre statunitense e madre austriaca; all'età di 14 anni, Straka e la famiglia si trasferiscono a Valdosta, negli Stati Uniti. Ha un fratello gemello.

## Carriera
Professionista dal 2016, gioca all'interno del PGA Tour  e al primo anno da professionista ha vinto il suo primo torneo, il KC Golf Classic.
Nel 2020 ha preso parte alle Olimpiadi, terminando in decima posizione.
Nel febbraio 2022 ha vinto il primo torneo del circuito americano, divenendo il primo golfista austriaco a vincere nel PGA Tour, imponendosi al The Honda Classic grazie 66 colpi e rimanendo uno sotto il par, battendo l'irlandese Shane Lowry.
Il 4 settembre 2023 è stato convocato dal capitano Luke Donald per la Ryder Cup, in cui ha totalizzato 1 punto e contribuito alla vittoria finale del Team Europa.
Il 19 gennaio 2025 ha vinto per la terza volta sul circuito PGA, conquistando il The American Express con un totale di 263 colpi e -2 sotto il par.

## Vittorie professionali (5)

### PGA Tour vittorie (4)
| Legenda                 |
| Tornei Major (0)        |
| Tornei Rolex Series (1) |
| Altri PGA Tour (3)      |

| No. | Data             | Torneo               | Punteggio di vittoria | To par | Margine | Secondo                    |
| --- | ---------------- | -------------------- | --------------------- | ------ | ------- | -------------------------- |
| 1   | 27 febbraio 2022 | The Honda Classic    | 71-64-69-66=270       | −10    | 1 colpo | Shane Lowry                |
| 2   | 10 luglio 2023   | John Deere Classic   | 73-63-65-62=263       | -21    | 2 colpi | Alex Smalley               |
| 3   | 19 gennaio 2025  | The American Express | 65-64-64-70=263       | −25    | 2 colpi | Justin Thomas              |
| 4   | 11 maggio 2025   | Truist Championship  | (63-67-66-68=264)     | -16    | 2 colpi | Shane Lowry, Justin Thomas |

### Web.com Tour vittorie (1)
| Tornei Major (0) |
| Altri Tour (1)   |

| No. | Data          | Torneo          | Punteggio di vittoria | To par | Margine | Secondo    |
| --- | ------------- | --------------- | --------------------- | ------ | ------- | ---------- |
| 1   | 5 agosto 2018 | KC Golf Classic | 64-65-64-69=262       | −22    | 1 colpo | Kyle Jones |

### Partecipazioni Ryder Cup

#### Professionista
- Ryder Cup: 2023